# Hummelo en Keppel
Hummelo en Keppel  è una ex-municipalità dei Paesi Bassi il cui territorio è parte del comune di Bronckhorst, nella provincia della Gheldria.
Nel 2005 è stato unito con Hengelo, Steenderen, Vorden e Zelhem nel nuovo comune di Bronckhorst.